# Les Costes (l'Espona)
Les Costes és un paratge del terme municipal de Castell de Mur, dins de l'antic terme de Guàrdia de Tremp, al Pallars Jussà, en territori de l'antiga quadra de l'Espona.
Es tracta de tot el vessant sud-oriental de la plataforma de Coscolloles, a l'esquerra del barranc de la Teulera. És al sud de l'extrem de llevant de l'Obaga de Ponet i al nord de les Tarteres. Les Costes constitueixen el límit occidental de l'antiga quadra de l'Espona.